# 眼球纤维膜
眼球纤维膜（英語：Fibrous tunic）为眼球壁的外层（中层为血管膜，内层为神经膜），是强韧的致密结缔组织构成的被膜，具有支持眼球形态和保护眼球内容物的作用。
眼球纤维膜可分为前段为透明的角膜，以及后段不透明的巩膜两部分；前者占1/6，后者占5/6；两者可合称角巩膜（corneosclera）。